# Cunning Stunts (album, Caravan)
Cunning Stunts je šesté studiové album britské rockové skupiny Caravan, vydané v červenci 1975 u vydavatelství Decca Records. Nahrávání probíhalo od září 1974 do května 1975 a o produkci se staral Dave Hitchcock. Název alba vznikl ze slov „Stunning Cunts“.

## Seznam skladeb
| Pořadí | Název                                    | Autor                      | Délka |
| ------ | ---------------------------------------- | -------------------------- | ----- |
| 1.     | The Show of Our Lives                    | John Murphy, Dave Sinclair | 5:47  |
| 2.     | Stuck in a Hole                          | Pye Hastings               | 3:09  |
| 3.     | Lover                                    | Mike Wedgwood              | 5:06  |
| 4.     | No Backstage Pass                        | Pye Hastings               | 4:34  |
| 5.     | Welcome the Day                          | Mike Wedgwood              | 4:01  |
| 6.     | The Dabsong Conshirtoe                   | John Murphy, Dave Sinclair | 18:00 |
| 7.     | Fear and Loathing in Tollington Park Rag | Geoffrey Richardson        | 1:10  |

## Obsazení
Caravan
- Pye Hastings – kytara, zpěv
- Richard Coughlan – bicí
- Dave Sinclair – klávesy
- Mike Wedgwood – baskytara, konga, zpěv
- Geoffery Richardson – viola, kytara, flétna

Ostatní
- Jimmy Hastings – altsaxofon, tenorsaxofon, klarinet